# Yungaszanger
De yungaszanger (Basileuterus punctipectus) is in 2012 afgesplitst van de driebandzanger (B. trifasciatus).
Het is een zangvogel uit de familie Parulidae (Amerikaanse zangers). Er zijn drie ondersoorten:
- B. p. inconspicuus in het zuidoosten van Peru en het noordwesten van Bolivia
- B. p. punctipectus in het midden van Bolivia
- B. p. canens in het zuiden en midden van Bolivia.